# Кабиши (язык)
Кабиши (Cabichí, Cabishi, Kabixí) — мёртвый чапакурский язык.
Организация SIL International сообщила о 100 носителях в 1986 году, но в 2010 году признала язык мёртвым. Был распространён в штате Мату-Гросу (склоны Планальту-душ-Паресиш, правый берег реки Гуапоре, около Вила-Бела) в Бразилии. Название кабиши также используется для языка паресис и стало широко использоваться для описания любой вражеской группы.